# Minna Lehtolaová
Minna Lehtolaová rozená Minna Kääriäinenová (* 24. ledna 1967 Turku, Finsko) je bývalá finská sportovní šermířka, která se specializovala na šerm kordem. FInsko reprezentovala v osmdesátých a devadesátých letech. Na olympijských hrách startovala v roce 1996 v soutěži jednotlivkyň. V roce 1994 obsadila třetí místo na mistrovství světa v soutěži jednotlivkyň.